# Smithson Tennant

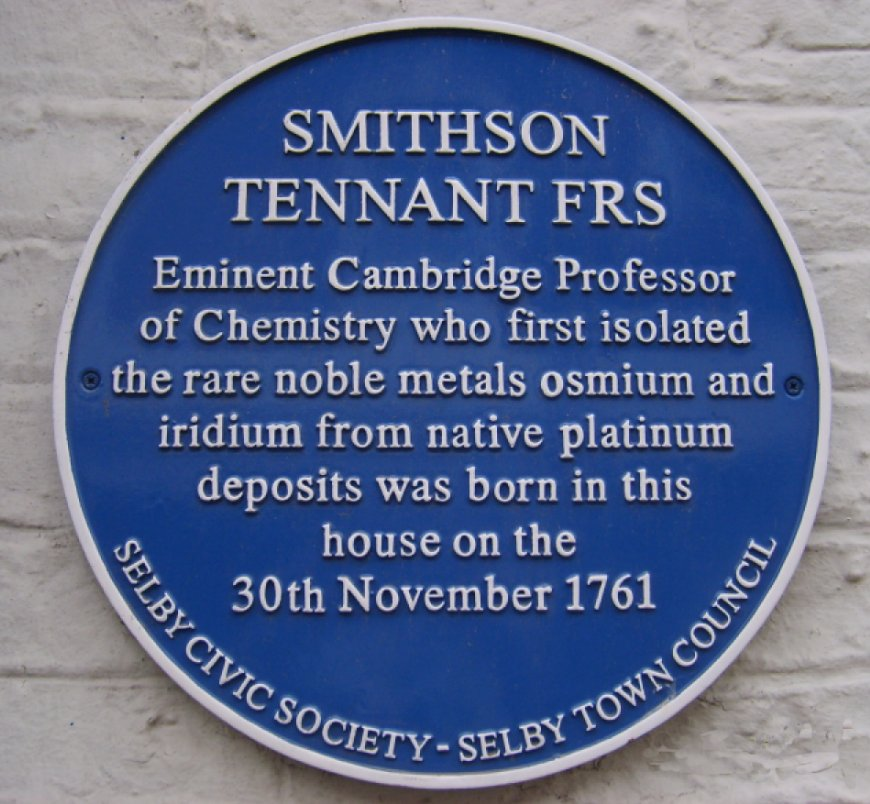
Smithson Tennant - Finkle Street, Selby

Smithson Tennant (30 de noviembre de 1761 - 22 de febrero de 1815) fue un químico inglés.
Tennant es más conocido por su descubrimiento de los elementos iridio y osmio, que encontró en los residuos de la solución de los minerales de platino en 1803. También contribuyó a la prueba de la identidad de los diamantes y el carbón vegetal.
Tennant nació en Selby, en Yorkshire. Asistió Beverley Grammar School (la más antigua escuela pública en Gran Bretaña, fundada AD700) y hay una plaza en una de las entradas a la escuela actual en conmemoración de su descubrimiento de los dos elementos, osmio e iridio. Comenzó a estudiar medicina en Edimburgo en 1781, pero en pocos meses se mudó a Cambridge, donde se dedicó a la botánica y la química. Se graduó de M.D. en Cambridge en 1796, y casi al mismo tiempo adquirió una finca cerca de Cheddar, donde realizó experimentos agrícolas. Fue nombrado profesor de química en Cambridge en 1813, pero vivió sólo para ofrecer un ciclo de conferencias, porque murió cerca de Boulogne-sur-Mer por la caída de un puente sobre el que pasaba.

## Honores

### Eponimia
El mineral tennantita lleva el nombre en su honor.